# Joachim Fellenberg
Joachim Fellenberg (* 15. Dezember 1953) ist ein deutscher ehemaliger Fußballspieler. Von 1972 bis 1981 spielte er in Jena, Hermsdorf (Thüringen) und Bad Langensalza in der DDR-Liga, der zweithöchsten Liga im DDR-Fußball.

## Sportliche Laufbahn
Sein Debüt in der DDR-Liga gab Joachim Fellenberg in der Saison 1972/73 im Alter von 18 Jahren bei der 2. Mannschaft des FC Carl Zeiss Jena. Er gehörte sofort zum Spielerstamm und bestritt alle 22 Punktspiele, in denen er, hauptsächlich als Mittelfeldspieler eingesetzt, vier Tore erzielte. Unter dem neuen Trainer Jürgen Werner fiel Fellenberg 1973/74 aus der Stamm-Mannschaft heraus. Er kam nur in acht Ligaspielen sporadisch und auf unterschiedlichen Positionen zum Einsatz. Auch 1974/75 bestritt Fellenberg in der DDR-Liga nur vierzehn Spiele, aber hauptsächlich als Stürmer und mit einem Torerfolg. Zur Saison 1975/76 wurde er in die 3. Mannschaft versetzt, die in der drittklassigen Bezirksliga spielte. 
Zur Saison 1977/78 wechselte Joachim Fellenberg zum DDR-Ligisten BSG Motor Hermsdorf. Dort übernahm er sofort eine Führungsrolle, fehlte nur bei einem Ligaspiel und wurde, als Stürmer eingesetzt, mit acht Treffern zum Torschützenkönig der Mannschaft. Auch 1978/79 war er mit sieben Toren erneut bester Schütze der BSG Motor, fehlte aber bei vier Punktspielen. 
Da Motor Hermsdorf 1979 aus der DDR-Liga absteigen musste, schloss sich Fellenberg dem DDR-Liga-Aufsteiger BSG Landbau Bad Langensalza an. Dort kam er 1979/80 in den 22 Ligaspielen zu 18 Einsätzen. Er spielte sowohl im Angriff wie auch im Mittelfeld, war aber nur mit zwei Toren erfolgreich. 1980/81 bestritt Joachim Fellenberg seine letzte DDR-Liga-Spielzeit. Nun wieder im Sturm spielend erreichte er noch einmal Höchstform, fehlte nur bei zwei Ligaspielen und erzielte noch einmal zwei Tore. Am Saisonende stieg er zum zweiten Mal in seiner Laufbahn ab und kehrte nicht mehr in den höherklassigen Fußball zurück. 